# Martijntje Quik
Martijntje Quik (De Bilt, 24 oktober 1973) is een Nederlandse roeister, die actief was als stuurvrouw. Ze vertegenwoordigde Nederland op verschillende internationale wedstrijden. Eenmaal kwam ze uit op de Olympische Spelen en won bij die gelegenheid één medaille.
Voor Nederland won Quik de zilveren medaille tijdens de Olympische Spelen van 2000 in Sydney als stuurvrouw bij de dames acht. De roeiwedstrijden vonden plaats op het Regatte entre van Penrith Lake, een speciaal voor de Spelen aangelegd roei- en kanobaan. Het Nederlandse team eindigde in de finale op een tweede plaats in 6.09,32. De wedstrijd werd gewonnen door de Roemeense roeiploeg, die in 6.06,44 over de finish kwamen.
Quik was aangesloten bij roeivereniging ASR Nereus te Amsterdam.

## Palmares

### roeien (acht met stuurvrouw)
- 1997:  Wereldbeker III in Luzern - 6.21,40
- 1997: 8e WK in Aiguebelette - 6.30,74
- 1999:  Wereldbeker I in Hazewinkel - 6.28,83
- 1999:  Wereldbeker III in Luzern - 6.04,20
- 1999: 4e WK in St. Catharines - 6.55,57
- 2000  Wereldbeker I in München - 6.33,93
- 2000: 4e Wereldbeker III in Luzern - 6.15,13
- 2000:  OS in Sydney - 6.09,39

Anneke Venema · 
Carin ter Beek · 
Nelleke Penninx · 
Pieta van Dishoeck · 
Eeke van Nes · 
Tessa Appeldoorn · 
Marieke Westerhof · 
Elien Meijer · 
Martijntje Quik (stuurvrouw)